# 多花梣
多花梣（学名：Fraxinus floribunda）为木犀科梣属的植物。分布于越南、尼泊尔、不丹、克什米尔、老挝、泰国、印度、缅甸以及中国大陆的云南、广西、贵州、西藏、广东等地，生长于海拔30米至2,600米的地区，多生长在山谷密林中，目前尚未由人工引种栽培。

## 别名
多花白蜡树（云南种子植物名录）